# Canalul palatin mare
Canalul palatin mare (Canalis palatinus major) este un canal prin care fosa pterigopalatină comunică cu cavitatea bucală și este format de șanțurile palatine mari (Sulcus palatinus major) ale maxilei și a palatinului (Sulcus palatinus major). Se deschide pe palatul dur prin orificiul palatin mare (Foramen palatinum majus). Prin acest canal trec nervul palatin mare (Nervus palatinus major) și artera palatină descendentă (Arteria palatina descendens).

## Imagini suplimentare

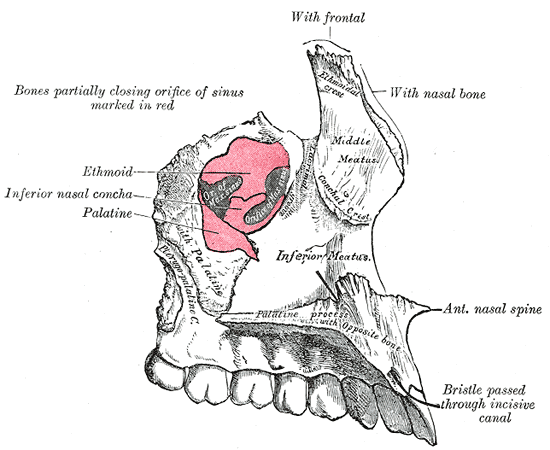
Maxila stângă. Suprafața nazală